# Orchard City
Orchard es un pueblo ubicado en el condado de Delta en el estado estadounidense de Colorado. En el año 2000 tenía una población de 2880 habitantes y una densidad poblacional de 97,6 personas por km².

## Geografía
Orchard se encuentra ubicado en las coordenadas 38°48′59″N 107°58′37″O / 38.81639, -107.97694.

## Demografía
Según la Oficina del Censo en 2000 los ingresos medios por hogar en la localidad eran de $35,915, y los ingresos medios por familia eran $40,257. Los hombres tenían unos ingresos medios de $30,938 frente a los $20,179 para las mujeres. La renta per cápita para la localidad era de $17,636. Alrededor del 9,3% de la población estaba por debajo del umbral de pobreza.